# Солнечная энергетика Венгрии

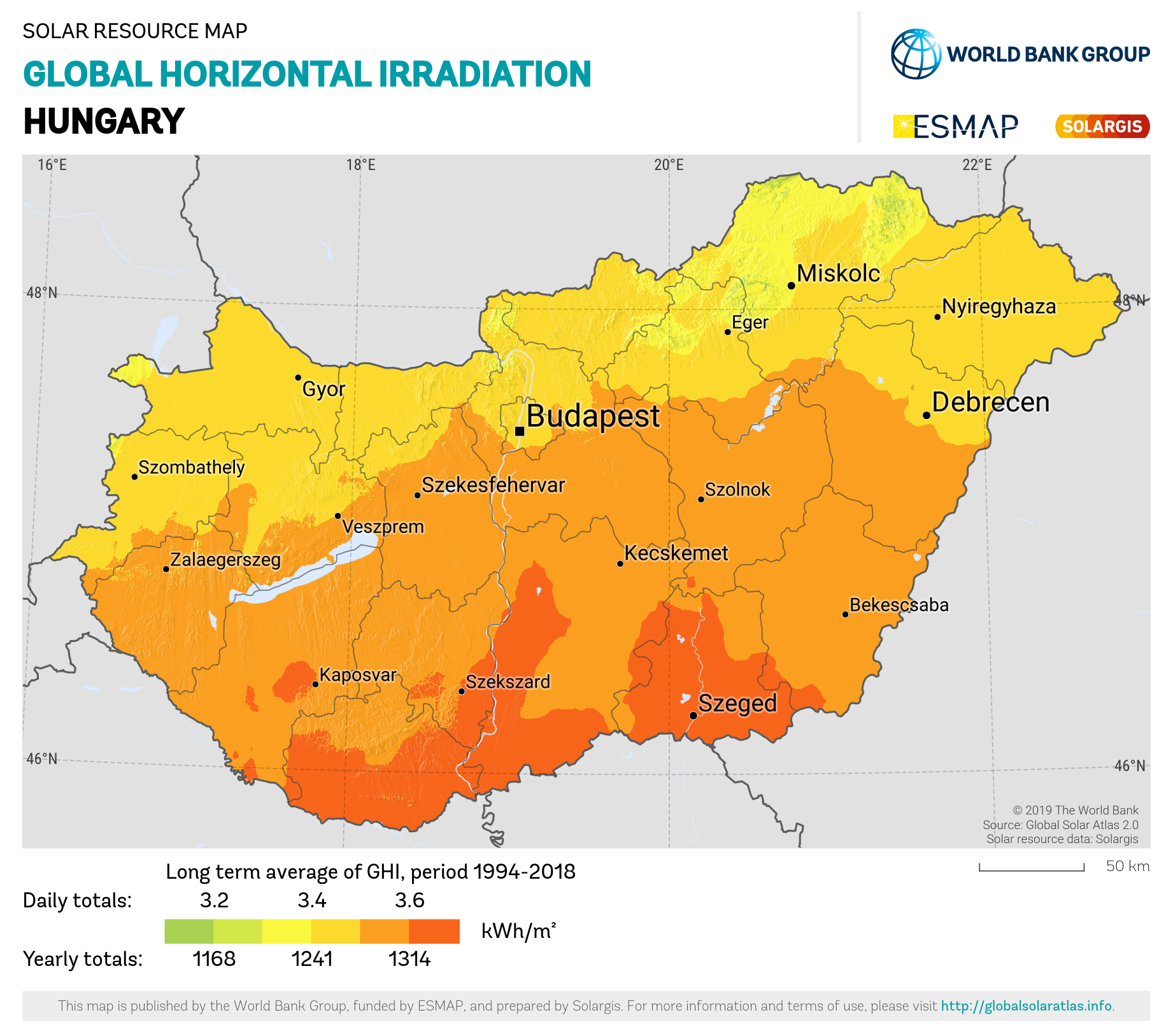
Карта глобального горизонтального излучения на территории Венгрии — потенциала использования солнечной энергии

Солнечная энергетика в Венгрии развивается быстрыми темпами благодаря правительственному финансированию и снижению стоимости установки соответствующих систем. К концу 2022 года в Венгрии мощность всей солнечной энергетики составляла более 4 ГВт, что представляло собой значительный рост в течение десятилетия. Доля электроэнергии, вырабатываемой благодаря солнечным электростанциям, составляла 12,5% от всей энергетики в Венгрии в 2022 году (при том, что в 2010 году эта доля не превышала 0,1%).
В 2023 году мощность солнечной энергетики составила уже 5,6 ГВт: прирост составил 1,6 ГВт, что оказалось в полтора раза больше по сравнению с приростом год тому назад. В том же году министр энергетики Чаба Лантош предсказал, что ожидаемый масштаб мощностей солнечных батарей составит к 2030 году не 6 ГВт, а в два раза больше (12 ГВт). Ожидается, что в 2024 году на дальнейшее развитие солнечной энергетики в рамках программы Napenergia Plusz будет выделено 75,8 миллиардов форинтов, а солнечные панели будут установлены на более чем 15 тысячах жилых домов.

## Фотовольтаика
В таблице приводится информация о мощности всех солнечных электростанций Венгрии с 2010 по 2023 годы.
Рост мощностей солнечных электростанций в Венгрии с 2010 года, МВт

| Год                | Пиковая мощность, МВт | Прирост мощности, МВт | Выработка, ГВт⋅ч |
| ------------------ | --------------------- | --------------------- | ---------------- |
| 2010               | 1                     | 1                     | н/д              |
| 2011               | 3                     | 2                     | н/д              |
| 2012               | 14                    | 11                    | н/д              |
| 2013               | 36                    | 22                    | н/д              |
| 2014               | 77                    | 31                    | н/д              |
| 2015               | 159                   | 82                    | н/д              |
| 2016               | 219                   | 60                    | н/д              |
| 2017               | 349                   | 130                   | н/д              |
| 2018               | 668                   | 319                   | н/д              |
| 2019               | 1416                  | 748                   | н/д              |
| 2020               | 2126                  | 710                   | н/д              |
| 2021               | 2852                  | 726                   | н/д              |
| 2022               | 3976                  | 1124                  | н/д              |
| 2023               | 4649                  | 673                   | н/д              |
| Источник: IEA-PVPS |                       |                       |                  |

По статистическим данным за 2023 год, на более чем четверти частных домов площадью не менее 100 м² каждый установлены солнечные панели.

## Список солнечных электростанций
Более 15 МВт
 От 10 до 15 МВт
| Список крупнейших солнечных электростанций Венгрии (мощностью от 10 МВт) | Список крупнейших солнечных электростанций Венгрии (мощностью от 10 МВт) | Список крупнейших солнечных электростанций Венгрии (мощностью от 10 МВт) | Список крупнейших солнечных электростанций Венгрии (мощностью от 10 МВт) | Список крупнейших солнечных электростанций Венгрии (мощностью от 10 МВт) |
| Номер на карте                                                           | Название                                                                 | Мощность                                                                 | Локация                                                                  | Запущена                                                                 |
| ------------------------------------------------------------------------ | ------------------------------------------------------------------------ | ------------------------------------------------------------------------ | ------------------------------------------------------------------------ | ------------------------------------------------------------------------ |
| 1                                                                        | Солнок                                                                   | 138                                                                      | Солнок                                                                   | 2023                                                                     |
| 2                                                                        | Капошвар                                                                 | 100                                                                      | Капошвар                                                                 | 2021                                                                     |
| 3                                                                        | Сасберек                                                                 | 68                                                                       | Сасберек                                                                 | 2024                                                                     |
| 4                                                                        | Каба                                                                     | 43                                                                       | Каба                                                                     | 2020                                                                     |
| 5                                                                        | Капувар                                                                  | 25                                                                       | Капувар                                                                  | 2020                                                                     |
| 6                                                                        | Пакш                                                                     | 20,6                                                                     | Пакш                                                                     | 2019                                                                     |
| 7a                                                                       | Матра                                                                    | 20                                                                       | Бюккабрань                                                               | 2019                                                                     |
| 7b                                                                       | Матра                                                                    | 20                                                                       | Халмаюгра                                                                | 2019                                                                     |
| 8                                                                        | Фельшёжольца                                                             | 20                                                                       | Фельшёжольца                                                             | 2018                                                                     |
| 9                                                                        | Дунай                                                                    | 17,6                                                                     | Сазхаломбатта                                                            | 2018                                                                     |
| 10                                                                       | Сюдь                                                                     | 16,5                                                                     | Сюдь                                                                     | 2019                                                                     |
| 11                                                                       | Матра                                                                    | 16                                                                       | Вишонта                                                                  | 2015                                                                     |
| 12                                                                       | Тисасёлёш                                                                | 11,6                                                                     | Тисасёлёш                                                                | 2019                                                                     |
| 13                                                                       | Печ                                                                      | 10                                                                       | Печ                                                                      | 2016                                                                     |

Электростанции мощностью менее 10 МВтКё
- Чепрег[11] — 5,5 МВт
- Веп[англ.][11] — 4,5 МВт
- Монор[12] — 4 МВт
- Шайобабонь[англ.][13] — 0,5 МВт
- Бойт[англ.][14] — 0,499 МВт
- Шейе[15]
- Сомбатхей[16] — 0,385 МВт

### Строятся и проектируются
- Solarys: Батоньтеренье (20 МВт) — на стадии проектирования[17]
- Matra: Бюккабрань[англ.] (20 МВт) — второй квартал 2019 года; Халмаюгра[англ.] — на стадии проектирования
- Тисасёлёш[англ.] (11,6 МВт) — вторая половина 2019 года
- MOL: Фюзешдьярмат, Тисауйварош и Сазхаломбатта (18,38 МВт) — вторая половина 2019 года
- Alteo: Балатонберень[англ.] и Надькёрёш (7,7 МВт) — июнь 2019 года
- Photon Energy: Фертёд (0,5 МВт), Алмашфузитё[англ.] (5,5 МВт) и Тисакечке (5,5 МВт) — вторая половина 2019 года
- Solar Markt: Шёйтёр[англ.] (3,1 МВт), Кёсег (3,9 МВт) — вторая половина 2019 года

В июне 2023 года президент Венгерской ассоциации индустрии фотовольтаики Адам Солноки (венг. Ádám Szolnoki) в интервью журналу PV сказал, что ряд проектов по строительству солнечных электростанций общей мощностью 3 ГВт, заявки на реализацию которых были поданы в 2022 году, не может быть завершён раньше 2028 года, однако в течение ближайших 4-5 лет будут подготовлены площадки для установки солнечных батарей мощностью до 5 ГВт.

### Крупнейшие владельцы
- MVM Group[англ.]: Фельшёсольца, Пакш, Печ, Вишонта (все более 5 МВт)
- MET Power: Сазхаломбатта
- Solar Markt: Чепрег, Кёсег, Шёйтёр, Веп
- ALTEO Group: Балатонберень (7 МВт), Надькёрёш (7 МВт), Монор (4 МВт)
- SolServices Kft: Солнок (138 МВт), Сасберек (68 МВт)